# Die Carmen von St. Pauli
Die Carmen von St. Pauli ist ein deutscher Stummfilm aus dem Jahre 1928 von Erich Waschneck mit Jenny Jugo in der Titelrolle und Willy Fritsch als ihrem Galan. Jugos späterer Ehemann Friedrich Benfer trat hier erstmals mit seiner Frau gemeinsam vor die Filmkamera.

## Handlung
Die Carmen von St. Pauli, das ist Jenny Hummel, ein Mädel mit schlechtem Umgang, das auf der Hamburger Amüsiermeile als Tänzerin in einer schummrigen Hafenkneipe die Beine schwingt und den Männern nicht nur das Geld aus der Tasche ziehen soll, sondern auch noch selbigen gehörig den Kopf verdreht. Parallel unterstützt sie eine finstere Schmugglerbande, die „Hafenratten“, bei ihren nächtlichen Raubzügen im Hamburger Hafen. Eines Nachts muss sie sich auf der Flucht vor der Polizei auf einem der Boote verstecken und lernt dadurch Klaus Brandt kennen, einen anständigen Bootsmaat auf Nachtwache. Klaus, sonst ein pflichtbewusster Seemann, lässt sich von ihrer Schönheit betören und verrät sie nicht. Am nächsten Tag trifft er Jenny auf seinem Weg zur Arbeit wieder, die ihn daraufhin überredet, während der folgenden Nachtwache in ihre Hafenkneipe zu kommen. Dass sie in einem Ganovenumfeld lebt, weiß er noch nicht. Die Liebesnacht des Pärchens nutzt Jennys Ganovenbande ohne ihr Wissen dazu, das in dieser Zeit unbewachte Boot zu durchsuchen und auszurauben. Als Klaus auf sein Boot zurückkehrt, warten bereits die Polizei und sein Arbeitgeber auf ihn. Er wird entlassen.
Derart in Ungnade gefallen, möchte der beschämte Seemann das Land verlassen und heuert auf einem Frachtschiff als Heizer an. Aber er kann Jenny nicht vergessen. Unmittelbar vor dem Auslaufen verlässt er das Schiff und sucht Jenny erneut in der Hafenkneipe auf. Von nun an lässt er sich mehr und mehr in die dunklen Geschäfte der „Hafenratten“ verwickeln. Schließlich beschuldigt man ihn, einen Mann, einen Rivalen um Jennys Gunst, niedergeschlagen und getötet zu haben. Im letzten Moment rettet ihm der wahre Schuldige den Hals und stellt sich der Polizei. Klaus durchläuft eine Läuterung und kehrt wieder zu seiner alten Anständigkeit zurück. Mit Jenny, der „Carmen von St. Pauli“, will er diesen unheilvollen Ort verlassen und ein neues, gemeinsames und vor allem anständiges Leben beginnen.

## Produktionsnotizen
Die Carmen von St. Pauli entstand im Frühjahr 1928 in den UFA-Filmateliers in Potsdam-Babelsberg sowie in Hamburg (Außenaufnahmen). Der Film besaß 2308 Meter Länge, verteilt auf sechs Akte. Nach der ersten Zensurvorlage, die aufgrund von als sexuell anstößig empfundenen Szenen mit Verbot endete, wurde der Streifen schließlich am 2. August 1928 mit Jugendverbot belegt, ansonsten zugelassen. Die Uraufführung fand am 10. Oktober 1928 in Berlins UFA-Palast am Zoo statt, am 26. Oktober desselben Jahres lief der Film unter dem Titel Gestrandet auch in Österreich an.
Alfred Junge entwarf die Filmbauten.
Während der Dreharbeiten lernte Jugo den Schauspieler Friedrich Benfer kennen, den die kurz darauf heiratete. Mit Benfer trat sie bis 1936 in sieben weiteren Filmen auf.

## Kritiken
Paimann’s Filmlisten resümierte: „Das einfache, unkomplizierte Sujet interessiert mäßig ohne stärkere Wirkung auszulösen, woran das nicht sonderlich originell gezeichnete Milieu Anteil hat. Die Darstellung ist durchgehends befriedigend, Fritsch spielt sehr brav, die Jugo sieht gut aus. Die Regieführung hätte durch größere Straffheit gewonnen, die Photographie ist entsprechend.“

„Star-Kino vor dem Hintergrund einer authentischen Arbeitswelt: Unter Verwendung von zahlreichen Hafenansichten implementiert Die Carmen von St. Pauli den mythischen Nimbus einer ‚Seeräuber-Jenny‘ in eine vermeintliche Alltagsszenerie. Travellings entlang der Hafenkante verleihen dem Film geradezu neorealistische Züge. Dabei lebt die Geschichte vom leichten Mädchen unter schweren Jungs natürlich gerade von jener Romantik, die der Film mit Blick auf Hamburgs berühmtes Vergnügungsviertel als ‚gemacht‘ zu entlarven vorgibt.“